# Langbett Albersdorf LA 56

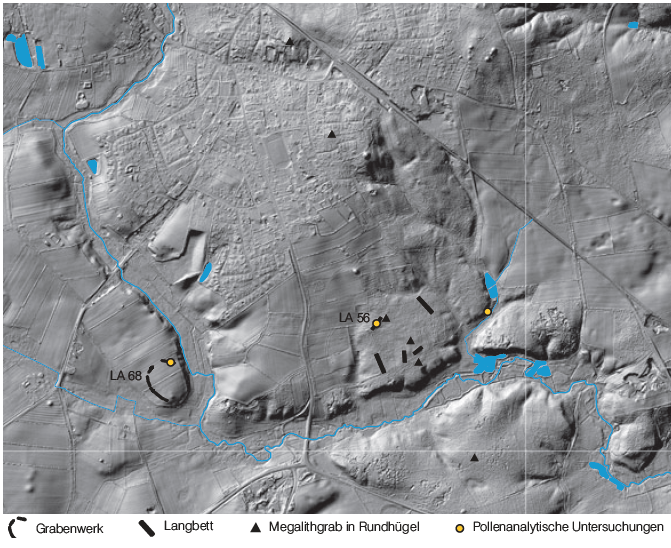
Die Lage des Grabes Albersdorf LA 56 sowie weiterer Gräber in direkter Umgebung. Außerdem ist in einigen hundert Metern Entfernung das Grabenwerk Albersdorf-Dieksknöll LA 68 zu sehen. Die Monumente waren über die Gieselau miteinander verbunden.

Das Megalithgrab Albersdorf LA 56 ist ein Langhügel und Teil des neolithischen Gräberkomplexes Bredenhoop in Albersdorf. Es ist 45 m lang, 6 m breit und noch bis zu 2 m hoch erhalten. Es wurde während des nordischen Frühneolithikums von Trägern der Trichterbecherkultur errichtet, während des Mittelneolithikums, des beginnenden Spätneolithikums und noch einmal während der Eisenzeit genutzt. Im Rahmen des von Johannes Müller geleiteten SPP-Teilprojektes „Monumentale Grabenwerke, nicht megalithische und megalithische Grabbauten des Früh- und Mittelneolithikums in Schleswig-Holstein: Untersuchungen zu Baugeschichte, Datierung, Funktion und Landschaftsbezug der Kleinregionen Büdelsdorf und Albersdorf“, wurden dieses Grab, das Grab Albersdorf-Brutkamp und ein Grabenwerk von Hauke Dibbern gegraben und umfassend publiziert.

## Lage
Das Grab LA 56 ist das nordwestlichste der bekannten Anlagen des Bredenhoops. Der Bredenhoop stellt eine Flur dar, die sich im Relief durch eine erhöhte Position ausweist. Im Südosten fällt die heute bewaldete Flur zum Flusslauf der Gieselau ab. In etwas mehr als einem Kilometer flussaufwärts gen Westen liegt das Grabenwerk Albersdorf-Dieksknöll LA 68. Eineinhalb Kilometer weiter nördlich liegt das Megalithgrab LA 5 (Brutkamp).

## Forschungsgeschichte und Ausgrabung
Das Grab wurde vor der wissenschaftlichen Untersuchung durch Steinentnahme und vermutlich auch durch Raubgrabungen stark zerstört. Im Jahre 1934 wurde es von Ernst Sprockhoff erfasst, erhielt aber keine laufende Nummer in seinem Verzeichnis. Im Rahmen des SPP 1400 erfolgte im Jahre 2010 eine geophysikalische Untersuchung und im Jahre 2011 wurde eine Ausgrabung durchgeführt. Hier wurden vier Schnitte in bereits gestörten Bereichen angelegt, um die potenziell ungestörten und erhaltenen Befunde nicht zu gefährden. Mit den Schnitten sollte u. a. geklärt werden, ob im Bereich des Trichters der Raubgrabung tatsächlich eine Grabkammer vorhanden war und ob die Kammer womöglich bereits in der Urgeschichte ausgeräumt wurde. Weiterhin war zu klären, wo die teilweise erhaltenen Umrandungssteine ursprünglich positioniert waren und wie der Hügel aufgebaut war.

## Befunde
Der Schnitt 3 von 2 × 10 m wurde quer durch den Hügel angelegt um die Struktur zu klären. Es konnten mehrere Schichten differenziert werden, die von mehreren Bau- und Umbauereignisse zeugen. So wurde direkt über dem anstehenden Boden eine farblich inhomogene und stark humose Schicht von etwa einem Meter Mächtigkeit angetroffen, die als Packung aus Grassoden gedeutet wird. Diese Bauweise ist von vielen neolithischen und bronzezeitlichen Monumenten bekannt, wie z. B. vom Megalithgrab Wangels LA 69 in Ostholstein. Darüber wurde eine ebenfalls bis zu ca. ein Meter mächtige, hellere Schicht beobachtet. Diese beiden Aufschüttungen zusammen bilden den Kern der Hügelstruktur. Eine dritte Aufschüttung hat den Hügel nur wenig erhöht, hingegen in der Breite erweitert. Die ursprüngliche Breite des Hügels ist nicht zu ermitteln, da die Außenbereiche durch neuzeitliche Eingriffe gestört sind. In diesem gestörten Bereich liegen auch die wenigen erhaltenen Randsteine, ihre Position während der Ausgrabung entspricht somit nicht der Originalposition. In den gestörten Bereichen sind Brandspuren festzustellen, die im Zusammenhang mit dem Abbau der Steine stehen.

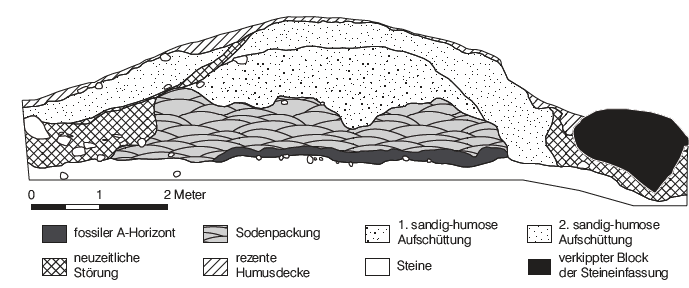
Querschnitt durch den Grabhügel Albersdorf LA 56 mit verschiedenen Schichtpaketen

Die eigentliche Grabkammer war stark zerstört. Oberflächlich ist der Raubgrabungstrichter deutlich zu sehen. Bei der Grabung wurden Brandspuren festgestellt, die sich aus der Zerkleinerung der Findlinge ergeben. Die ehemaligen Positionen der Findlinge der Grabkammer sind durch Gruben (Fundamentgruben) markiert. Sie waren 40–80 cm tief in den anstehenden Boden eingetieft. Zwischen ihnen fand sich ein Pflaster aus Rollsteinen, das mit gebranntem Silex durchsetzt war. Die Form der Kammer lässt sich nicht im Detail rekonstruieren, doch ist anzunehmen, dass ein sog. Polygonaldolmen vorliegt. Auch der Zugang ließ sich nicht rekonstruieren, jedoch an der südöstlichen Seite lokalisieren.
Die geophysikalischen Untersuchungen (Geoelektrik) deuten an, dass neben der untersuchten Grabkammer mindestens zwei weitere Kammern im Langhügel enthalten sind. Eine davon ist auch oberflächlich zu erkennen. So deutet eine trichterförmige Eingrabung in einem Bereich vermutlich ebenso wie in der ausgegrabenen Fläche von der Entnahme von Findlingen.

## Funde
Es wurden über einhunderttausend Silexartefakte, 596 Keramikgefäßscherben und ein Bernsteinobjekt gefunden. Das Bernsteinobjekt ist ein kegelförmiger Knopf von 1,9 cm Länge. Eine V-förmige Durchlochung ist zu erahnen. Unter den Silexartefakten sind Trümmer mit 172.600 Stück (3127 kg) am zahlreichsten, wobei unklar ist wie das Verhältnis artifizieller und nicht-artifizieller Trümmer ausfällt. Hierunter fallen 28.600 (170 kg) gebrannte Silextrümmer, die, wie üblich in Megalithgräbern, den Boden der Grabkammer säumten. Es wurden 14.773 Abschläge dokumentiert. Andere Grundformen und Artefakte sind in Relation zu den Abschlägen und Trümmern selten. Es wurden 21 Klingen- und Klingenfragmente gefunden. 42 Artefakte wurden als Kratzer angesprochen, fünf als Bohrer und es wurden 18 Pfeilbewehrungen gefunden, wovon zwölf Querschneider darstellen, drei sind trianguläre Pfeilspitzen, zwei geflügelte Pfeilspitzen und eine rhombenförmige Pfeilspitze. Weiterhin wurden zwei Beilfragmente gefunden: Ein Nackenteil eines dünnnackig-dickblattigen Beils sowie die Schneide eines dünnblattigen Beils. Hierneben wurden sechs Silexdolche bzw. Dolchfragmente gefunden. Diese konnten zum Teil typologisch bestimmt werden. So wurden zwei Typ Ib Dolche (nach Lomborg) in der Grabkammer gefunden, wobei das eine Exemplar zweigeteilt war und der Griff außerhalb der Kammer gefunden wurde. Ebenfalls aus der Kammer stammen drei Dolchfragmente, die nicht typologisch einzuordnen sind (teilweise sogar nicht auszuschließen, es handelt sich um Pfeilspitzen).
344 der 565 Gefäßscherben ließen sich zu 25 Gefäßeinheiten rekonstruieren. Einige Gefäßeinheiten stammen aus der Hügelaufschüttung und stehen nicht im Zusammenhang mit den Bestattungen. Diese sind zum größten Teil nicht diagnostisch. Wenige Scherben besitzen Linienfransen oder Bandhenkel. Beides sind chronologisch nicht signifikante typologische Merkmale. Der Großteil der Gefäßkeramik stammt aus der Kammer oder dem der Kammer vorgelagerten Bereich. Hier können einige Gefäßeinheiten typochronologisch bestimmt werden. Eine Schultertasse lässt sich durch Vergleichsfunde aus Dänemark, Cuxhaven und aus Flintbek ins MN Ia–II datieren (ca. 3300–3100 v. Chr.). Ein weiteres Gefäß besitzt aufgrund seiner markanten Dekoration (Zusammentreffen von vertikalen Leiterbänder und Stacheldrahtlinien auf dem Gefäßbauch) Parallelen in den Horizontes Brindley 2 und 3 der Westgruppe der Trichterbecherkultur, tendenziell in die jüngere Phase 2. Diese netspricht dem nordischen Frühneolithikum II (3500–3300 v. Chr.) oder MN Ia (3300–3200 v. Chr.). Weitere diagnostische Gefäßeinheiten sind: Ein fransenverzierter Trichterbecher (FN Ic–II), ein Schultergefäß (MN II–MN IVa) und ein dreiteiliger Trichterbecher mit Fransenverzierung (FN II). Zuletzt ist der Fund eines Gefäßes mit kegelförmigen Hals zu nennen, das in die ältere Eisenzeit (jastorfzeitlich) datiert.

## Datierung
Für die Datierung wurden 15 Proben gesammelt, die 21 14C-Einzeldaten erzeugten. Die Daten sind jedoch problematisch. So sind die Daten aus der Grassodenpackung (4030–3960 calBC) wahrscheinlich älter als die Errichtung des Monuments. Vermutlich wurden die Grassoden im umliegenden Bereich gestochen und die gemessenen 14C-Werte bezeugen frühere Aktivitäten vor Ort. Dies wird durch die Daten gestützt, die aus dem Bereich unterhalb des Monumentes kommen (3940–3800 calBC). Die Daten bilden somit einen sog. terminus post quem für die Hügelkonstruktion.
Womöglich wurde das die Sodenpackung überlagernde Material direkt im Anschluss aufgetragen. Dieses erbrachte jüngere Daten (3700–3660calBC = spätes Frühneolithikum bzw. Jungneolithikum in mitteldeutscher Terminologie), die als repräsentativ für die Aufschüttung erachtet werden. Dass diese beiden Schüttungen miteinander zusammenhängen wird durch die Beobachtung wahrscheinlich, dass die Sodenpackung allein ein sehr unregelmäßiger Hügel konstituiert hätte. Erst mit der sandigen Auflageschicht wurde ein regelmäßiger Hügel erzielt. Die Kammer erzielt in verschiedenen Bereichen unterschiedliche Daten. So wurden die ältesten Daten unter den Pflastersteinen und der Standgrube eines Findlinges (3650–3640/3650–3540 calBC) erzielt, zwischen den Pflastersteinen etwas jüngere Daten (3630–3520 calBC) und aus einer das Kammerpflaster schneidenden Grube das jüngste Datum (2550–2350 calBC). Letzteres Datum belegt im Zusammenhang mit den stratigraphischen Beobachtungen mindestens eine sekundäre Phase im ausgehenden Jungneolithikum.
Die Nutzung wurde wie folgt interpretiert. Während der initialen Bauphase (Phase 1: 3740–3660 v. Chr.) wurde der Langhügel errichtet, indem eine Grassodenpackung mit sandigem Material überdeckt wurde. Der zunächst nicht-megalithische Hügel wurde kurz darauf (Phase 2: 3650–3600 v. Chr.) mit mindestens einer megalithischen Grabkammer versehen. Vermutlich wurde hier auch eine weitere Aufschüttung vorgenommen und die gesamte Anlage mit einer Reihe aus großen Steinen umgeben. Hieraufhin (Phase 3: 3600–3100 v. Chr. - Mittelneolithikum bzw. Spätneolithikum in mitteldeutscher Terminologie) wurde das Monument für Bestattungen genutzt. Hiervon zeugen auch die oben genannten Keramikgefäße der Epochen des FN II–MN II. Auch das Nackenfragment des dicknackigen Beils ist in diesen Horizont zu datieren, da es vermutlich vom Typ Blandebjerg (MN II) ist. Das zweite Beilfragment, die Schneide eines Flachbeils, kann mittelneolithisch, aber auch jungneolithisch sein.
Das Monument wurde vorübergehend verlassen, doch später (Phase 4: 2560–2410 v. Chr., spätes Jungneolithikum bzw. Endneolithikum in mitteldeutscher Terminologie. S. Schnurkeramische Kultur, Einzelgrabkultur) nochmals für Bestattungen genutzt. Hiervon zeugt die V-förmige Durchlochung des Bernsteinobjektes, das ins späte Jung- oder frühe Spätneolithikum (Frühbronzezeit in mitteldeutscher Terminologie) zu datieren ist (Glockenbecherkontext) Ebenfalls zeugen auch die triangulären sowie die geflügelten Pfeilspitzen hiervon, letztere werden auch mit einem Glockenbecherkontext assoziiert. Die Silexdolche vom Typ Ib bezeugen entweder eine längere Nutzung der Anlage bis ins frühe Spätneolithikum, die nicht mit den 14C-Daten zu erkennen ist. Oder aber sie bezeugen, dass solche Dolche bereits im ausgehenden Jungneolithikum hergestellt wurden.
Interessant ist, dass die Gefäßeinheiten des FN II und des MN vor allem außerhalb der Kammer gefunden wurden, während die Funde des späten Jung- und frühen Spätneolithikums innerhalb der Kammer liegen. Da die Gefäßfragmente des FN und des MN jeweils konzentriert, aber voneinander separiert vorliegen, sind zwei einzelne Ausräumungen der Kammer zu rekonstruieren. Eine fand im Mittelneolithikum statt, die andere im späten Jungneolithikum.

## Bedeutung der spätneolithischen Phase
Die Bedeutung der letzten Umstrukturierung bietet Interpretationsstoff. Hier sei zunächst darauf hingewiesen, dass Ausräumungen, Zerstörungen und/oder Umbauten von Megalithgräbern im Spätneolithikum mit vielen Beispielen bekannt sind. In der Nähe von Albersdorf LA 56 liegt Albersdorf Brutkamp, das ebenfalls im Spätneolithikum ausgeräumt und sogar umgebaut wurde. In beiden Gräbern wurden und spätneolithische Symbole (der Silexdolch) deponiert. Diese Symbole, allen voran der Sielxdolch, sind neu in dieser Phase und lösen alte Symbole ab (die Streitaxt wird ersetzt). Womöglich ist dies Ausdruck einer neuen Ideologie. Die Beibehaltung alter Erinnerungsorte wie Albersdorf Brutkamp oder LA 56 zeigt, dass alte Orte weiterhin wichtig für die Gesellschaft waren. Die Umstrukturierung und Integration der neuen Symbole wiederum zeigt, dass die „alten Monumente“ an neue Bedürfnisse angepasst wurden.